# Alessandro Vaglio
Alessandro Vaglio (Montefiascone, 28 gennaio 1989) è un giocatore di baseball italiano.

## Carriera

### Club
Vaglio nasce e cresce nel viterbese, giocando in Serie B con la divisa del club cittadino, i Rams. 
Nel 2009 entra nel roster del Baseball Softball Club Arezzo, neopromosso nel campionato di A2, inoltre frequenta l'Accademia di Tirrenia. Dopo una sola stagione approda al Bbc Grosseto, facendo a tutti gli effetti il proprio debutto nella Italian Baseball League.   
Al termine di un biennio trascorso nel capoluogo maremmano, Vaglio firma per la Fortitudo Baseball Bologna con cui vince la European Champions Cup 2012 e la Coppa Italia IBL 2012.. Vittorie riconfermate anche nel 2013.
Nel 2014 conquista il titolo di Campione D'Italia, aggiudicandosi il premio come MVP. Nel 2015 vince la Coppa Italia IBL, mentre l'anno successivo con Bologna torna a conquistare nuovamente il titolo di Campione D'Italia. Al termine della stagione 2017 torna a vincere la Coppa Italia IBL, per la prima volta da capitano dopo il ritiro di Claudio Liverziani. Nel 2018 invece trionfa sia in campionato che in Coppa Italia.
L'8 giugno 2019 vince la sua terza Coppa dei Campioni (la sesta della storia del club felsineo) conquistando l'European Champions Cup 2019 che si disputava proprio a Bologna.

### Nazionale
Il debutto nella Nazionale di baseball dell'Italia è avvenuto con la Coppa intercontinentale 2010 disputata a Taiwan. Con la nazionale azzurra ha disputato e vinto gli Europei 2012 e disputato il World Baseball Classic 2013.
Con la selezione All Euro ha disputato il Global Baseball Match 2015 tra Samurai Japan e All Euro.
Nel 2017 ha disputato il suo secondo World Baseball Classic. 
Il Super Six 2018 vale l'entrata nel Club Olimpico per Tokyo 2020.

## Palmarès

### Club
- Campionati italiani: 5

Bologna: 2014, 2016, 2018,2019,2021
- Coppe Italia: 4

Bologna: 2012, 2015, 2017, 2018
- European Champions Cup: 3

Bologna: 2012, 2013, 2019

### Nazionale
- Campionati europei: 1

Italia: 2012